# Jan Morris
Pour les articles homonymes, voir Morris.
Jan Morris, née James Humphrey Morris le 2 octobre 1926 et morte le 20 novembre 2020, est une historienne galloise, auteure et écrivaine-voyageuse ayant reçu les titres de l'ordre de l'Empire britannique et de la Royal Society of Literature. 
Elle est notamment connue pour la trilogie Pax Britannica (1968-1978), une histoire de l'Empire britannique, et des portraits de villes comme Oxford, Venise, Trieste, Hong Kong et New York. Femme trans, elle a été publiée sous son prénom de naissance jusqu'en 1972, année où elle a bénéficié d'une chirurgie de réattribution sexuelle lors de sa transition.

## Biographie

### Origines
Née en Angleterre d'une mère anglaise et d'un père gallois, elle a fait ses études à Lancing College à Sussex et à la Christ Church d'Oxford, et se considère comme galloise.
À la fin de la Seconde Guerre mondiale, elle a servi dans le 9e Queen's Royal Lancers, et a été postée en 1945 dans le Territoire libre de Trieste au cours de l'occupation anglo-américaine.

### Carrière
Après la guerre, Jan Morris écrit pour The Times. En 1953, elle accompagne l'expédition britannique sur l’Everest qui fut la première à atteindre le sommet. Elle a rapporté le succès d'Edmund Hillary et Tensing Norgay dans un message codé pour le journal : « mauvaises conditions de neige stop base avancée abandonnée hier stop en attente d'amélioration » qui, par un heureux hasard de l'actualité, a été publié le matin du couronnement de la reine Élisabeth II.
Jan Morris a écrit des rapports de Chypre sur la crise du canal de Suez pour The Guardian en 1956, et a produit la première « preuve irréfutable » de la collusion entre la France et Israël dans l'invasion du territoire égyptien, en interviewant des pilotes de l'armée de l'air française qui ont confirmé qu'ils avaient appuyé les actions des forces israéliennes.
Elle s'est opposée à la guerre des Malouines.

### Vie privée
En 1949, Jan Morris a épousé Elizabeth Tuckniss, la fille d'un planteur de thé ; elles ont eu cinq enfants, dont le poète et musicien Twm Morys (en). L'un de ses enfants mourut en bas âge.
Jan Morris a commencé sa transition de genre en 1964. En 1972, Morris voyage au Maroc pour bénéficier d'une chirurgie de réattribution sexuelle réalisée par le chirurgien Georges Burou, étant donné que les médecins de Grande-Bretagne avaient refusé la procédure à moins que Morris et Tuckniss ne divorcent, ce que Morris n'était pas prête à faire à l'époque. Elles ont divorcé plus tard, mais sont restées ensemble et ont conclu une union civile le 14 mai 2008.
Jen Morris a détaillé sa transition de genre dans Conundrum, son premier livre sorti en 1974 sous son nouveau nom, et l'une des premières autobiographies. L'ouverture des lignes de Conundrum sont depuis devenues célèbres : « I was three or perhaps four years old when I realized that I have been born into the wrong body, and should really be a girl. I remember the moment well, and it is the earliest memory of my life. » (« j'avais trois ans ou peut-être quatre quand j'ai réalisé que j'étais née dans le mauvais corps, et devrait vraiment être une fille. Je me souviens bien de cet instant, et c'est le plus lointain souvenir de ma vie. »)
Jan Morris vit principalement dans le Nord du pays de Galles, entre les montagnes et la mer.

## Récompenses
Jan Morris a reçu des doctorats honorifiques de l'université du pays de Galles et de l'université de Glamorgan, est membre honoraire de Christ Church à Oxford, et est membre de la Société royale de littérature.
Elle a reçu le prix Glyndŵr en 1996 pour sa contribution exceptionnelle aux arts du pays de Galles.
Elle a accepté le titre de l'ordre de l'Empire britannique en 1999, de Queen's Birthday Honours « par politesse », bien qu'étant une nationaliste galloise républicaine revendiquée.
En 2005, elle a reçu le prix Golden PEN par l'English PEN pour « une vie distinguée au service de la littérature »,.
En janvier 2008, The Times l'a placée quinzième plus grand écrivain britannique depuis la guerre. Elle a figuré dans la liste des principaux Gallois LGBT du Pince.
Dans une interview accordée à la BBC en 2016, elle dit à Michael Palin qu'elle n'aime pas être décrite comme un écrivain-voyageur, que ses livres ne sont pas sur le mouvement et les voyages, mais sur les lieux et les gens.

## Publications

### Fait réels

#### Voyages
- Coast to Coast (publié aux USA sous le titre As I Saw the USA; 1956 : gagnant du Cafe Royal Prize de 1957).
- Sultan in Oman (1957 ; réédité par Eland en 2008).
- The Market in Seleukia (1957).
- South African Winter (1958).
- The Hashemite Kings (1959).
- Venice (1960 : gagnant du Heinemann Award de 1961).
- The Presence of Spain (1964).
- Spain (1964).
- Oxford (1965).
- The Great Port: A Passage through New York (1969).
- The Venetian Empire (1980).
- A Venetian Bestiary (1982).
- The Matter of Wales (1984).
- Spain (1988).
- Hong Kong (1988).
- Sydney (1992).
- Trieste and the Meaning of Nowhere (2001).
- The World: Life and Travel 1950-2000 (2003).
- Contact! A Book of Encounters (2010).

#### Essais
- The Road to Huddersfield: A Journey to Five Continents (1963).
- The Outriders: A Liberal View of Britain (1963).
- Cities (1963).
- Places (1972).
- Travels (1976).
- Destinations (1980).
- Wales; The First Place (1982, réimprimé en 1998).
- Journeys (1984).
- Among the Cities (1985).
- Locations (1992).
- O Canada! (1992).
- Contact! A Book of Glimpses (2009).

#### Historique
- The Pax Britannica Trilogy.
  - Heaven’s Command: An Imperial Progress (1973). Livre 1. Couvrant la période de 1837 à 1897.
  - Pax Britannica: The Climax of Empire (1968). Livre 2.
  - Farewell the Trumpets: An Imperial Retreat (1978). Livre 3. Couvrant la période de 1897 à 1965.
- The Spectacle of Empire: Style, Effect and the Pax Britannica (1982).
- Stones of Empire: Buildings of the Raj (1983) (avec les photos de Simon Winchester).

#### Biographie
- Fisher's Face (1995).

#### Mémoires
- Conundrum, US: Harcourt Brace (1974) (narrant sa transition de genre).
- Wales, The First Place (1982).
- Pleasures of a Tangled Life (1989).
- Herstory (1999).
- Trieste and the Meaning of Nowhere (2001).
- A Writer's House in Wales (2002).

#### Autres
- Coronation Everest (1958).

### Fiction

#### Romans
- Last Letters from Hav (1985 : nommé pour le prix Booker de fiction).
- Hav of the Myrmidons. Publié avec Last Letters from Hav sous le titre Hav (2006) ; nommé pour le Arthur C Clarke Award de 2007.

### Nouvelles
- The Upstairs Donkey, and Other Stolen Stories (1961).

### Divers
- Manhattan '45 (hardcover 1987, paperback 1998).
- Over Europe (Weldon Owen, 1991) - Jan Morris produisit ce texte pour le projet photo post guerre froide.
- Fifty Years of Europe: An Album (1997) - publié en 2006 sous le titre Europe - An Intimate Journey.
- The Oxford Book of Oxford (éditeur).
- The Matter of Wales: Epic Views of a Small Country.
- Lincoln: A Foreigner's Quest (2001).
- Our First Leader.
- Thrilling Cities écrit par Ian Fleming. Jan Morris produisit la préface pour l'édition de 2009 par Ian Fleming Publications.